# Astralium
Astralium là một chi ốc biển, là động vật thân mềm chân bụng sống ở biển thuộc họ Turbinidae.

## Các loài
Theo Cơ sở dữ liệu sinh vật biển (WoRMS), các loài thuộc chi Astralium gồm:
- Astralium asteriscum (Reeve, 1843)
- Astralium calcar (Linnaeus, 1758)
- Astralium confragosum (Gould, 1851)
- Astralium danieli (Alf & Kreipl, 2006)
- Astralium dekkeri (Thach, 2018)
- Astralium haematragum (Menke, 1829)
- Astralium heimburgi (Dunker, 1882)
- Astralium lapillus Reeve, 1863
- Astralium latispina (Philippi, 1844)
- Astralium milloni (B. Salvat, F. Salvat & Richard, 1973)
- Astralium nakamineae (Habe & Okutani, 1981)
- Astralium okamotoi Kuroda & Habe, 1961
- Astralium pileolum (Reeve, 1842)
- Astralium provisorium Schepman, 1908
- Astralium rhodostomum (Lamarck, 1822)
- Astralium rotularium (Lamarck, 1822)
- Astralium saturnum Chino, 1999
- Astralium semicostatum (Kiener, 1850)
- Astralium stellare (Gmelin, 1791)
- Astralium tentoriiforme (Jonas, 1845)
- Astralium tentorium (Thiele, 1930)
- Astralium wallisi (Iredale, 1937)

Một số loài khác được nêu trong Indo-Pacific Molluscan Database:
- Astralium (Astralium) loochooensis (Mcneil, 1960): Possibly mistook of Buccinaria loochooensis MacNeil, 1961, the nearest match.
- Astralium turcicus Reeve, 1848
- Astralium yamamurae Habe & Kosuge, 1966

Đồng nghĩa
- Astralium abyssorum Schepman, 1908: syn. Bolma henica (Watson, 1885)
- Astralium americanum (Gmelin, 1791): syn. Lithopoma americanum (Gmelin, 1791)
- Astralium andersoni E.A. Smith, 1902: syn. Bolma andersoni (E. A. Smith, 1902)
- Astralium aureolum Hedley, 1907: syn. Bolma aureola (Hedley, 1907)
- Astralium aureum (Jonas, 1844): syn. Bellastraea aurea (Jonas, 1844)
- Astralium bathyrhaphe Smith, 1899: syn. Bolma bathyraphis (E. A. Smith, 1899)
- Astralium brevispina (Lamarck, 1822): syn. Lithopoma brevispina (Lamarck, 1822)
- Astralium cepoides E.A. Smith, 1880: syn. Turbo cepoides E.A. Smith, 1880
- Astralium deplanatum Link, H.F., 1807: syn. Lithopoma phoebium (Röding, 1798)
- Astralium fimbriatum Tryon, 1888: syn. Bellastraea squamifera (Iredale, 1924)
- Astralium gilchristi G.B. Sowerby III, 1903: syn. Bolma bathyraphis (E. A. Smith, 1899)
- Astralium guadeloupense Crosse, H., 1865: syn. Lithopoma tectum (Lightfoot, 1786)
- Astralium johnstoni Odhner, 1923: syn.  Bolma johnstoni (Odhner, 1923)
- Astralium mactanense Habe & Okutani, 1980: syn. Astralium lapillus Reeve, 1863
- Astralium moniliferum Hedley & Willey, 1896: syn.  Guildfordia monilifera (Hedley & Willey, 1896)
- Astralium phoebium (Röding, 1798): syn. Lithopoma phoebium (Röding, 1798)
- Astralium plicatospinosum Pilsbry, 1889: syn. Astralium confragosum (Gould, 1851)
- Astralium roseobasis Kreipl & Dekker, 2003: syn. Astralium provisorium (Schepman, 1903)
- Astralium rutidoloma (Tate, 1893)  syn. Bellastraea rutidoloma (Tate, 1893)
- Astralium semicostatum (P. Fischer, 1875): syn. Astralium semicostatum (Kiener, 1850)
- Astralium squamiferum (Koch, 1844): syn. Bellastraea squamifera (Koch, 1844)
- Astralium tayloriana Odhner, 1923: syn.  Bolma tayloriana (E. A. Smith, 1880)
- Astralium titania Röding, P.F., 1798: syn. Lithopoma phoebium (Röding, 1798)
- Astralium triumphans (Philippi, 1841): syn. Guildfordia triumphans (Philippi, 1841)
- Astralium tuberosum (Philippi): syn. Astralium rhodostomum (Lamarck, 1822)
- Astralium (Bolma) modestus var. girgyllus (Reeve, 1843): syn. Bolma modesta (Reeve, 1843)

## Hình ảnh

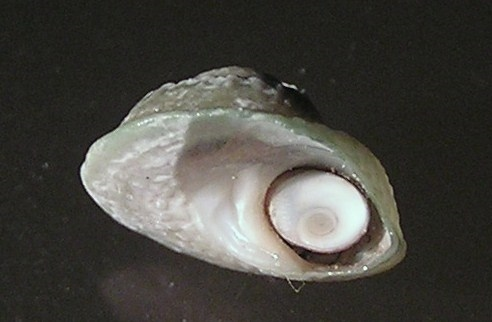
Astralium aureum
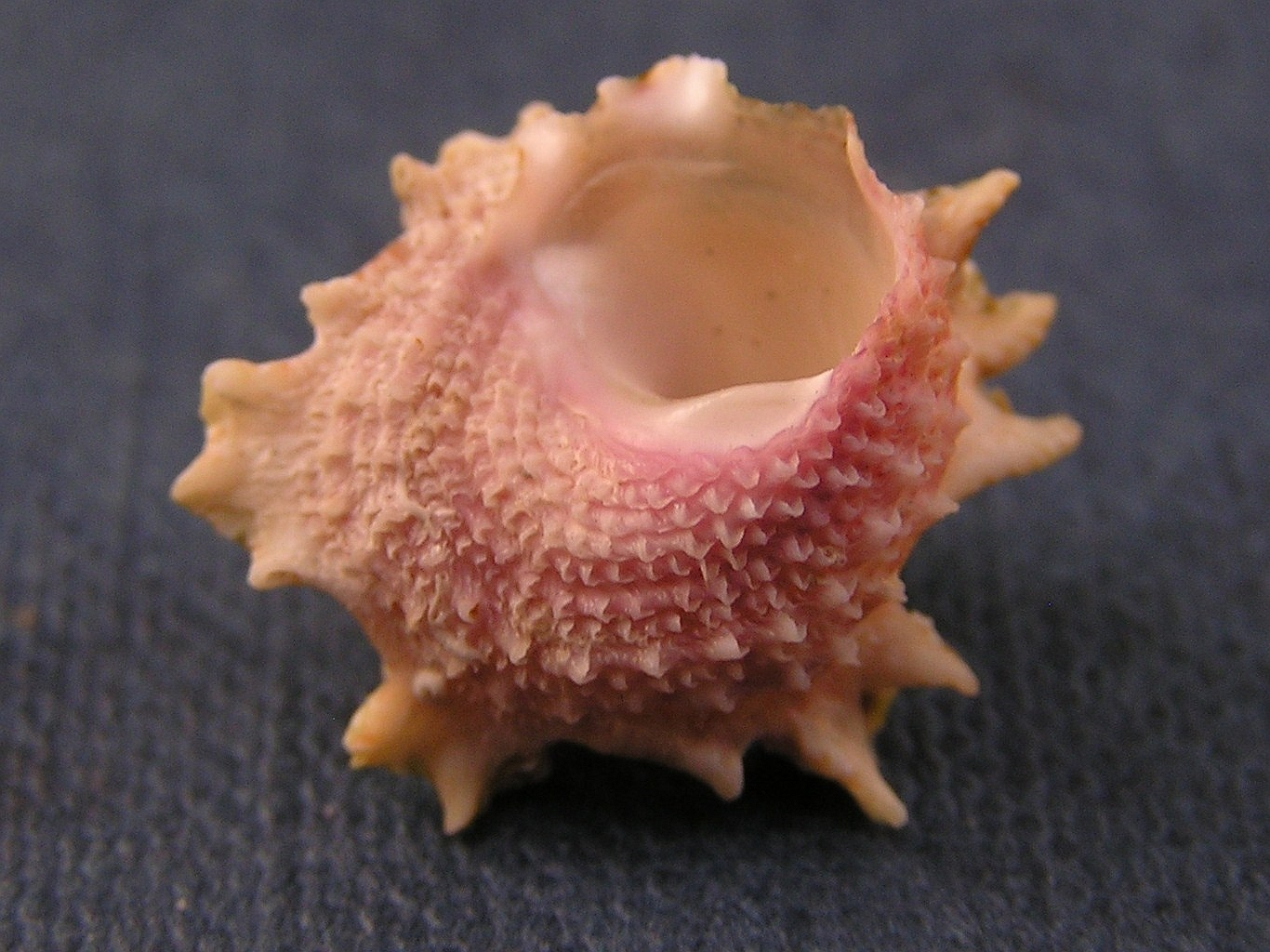
Astralium lapillus
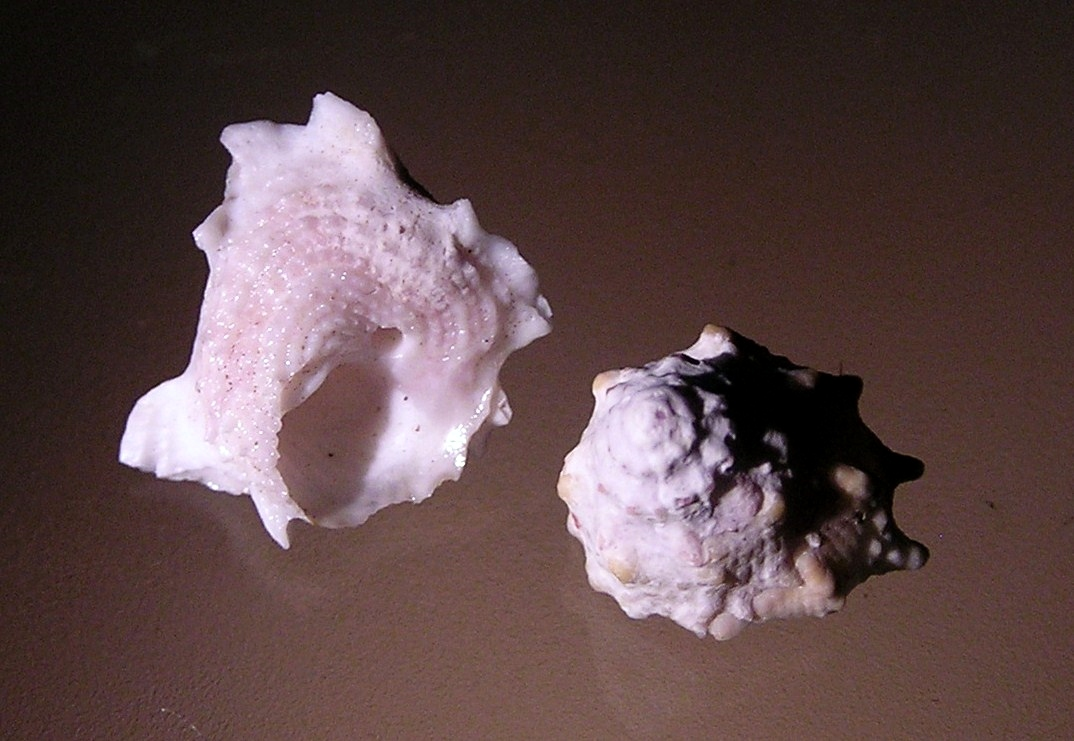
Astralium mactanense